# 미키 키건

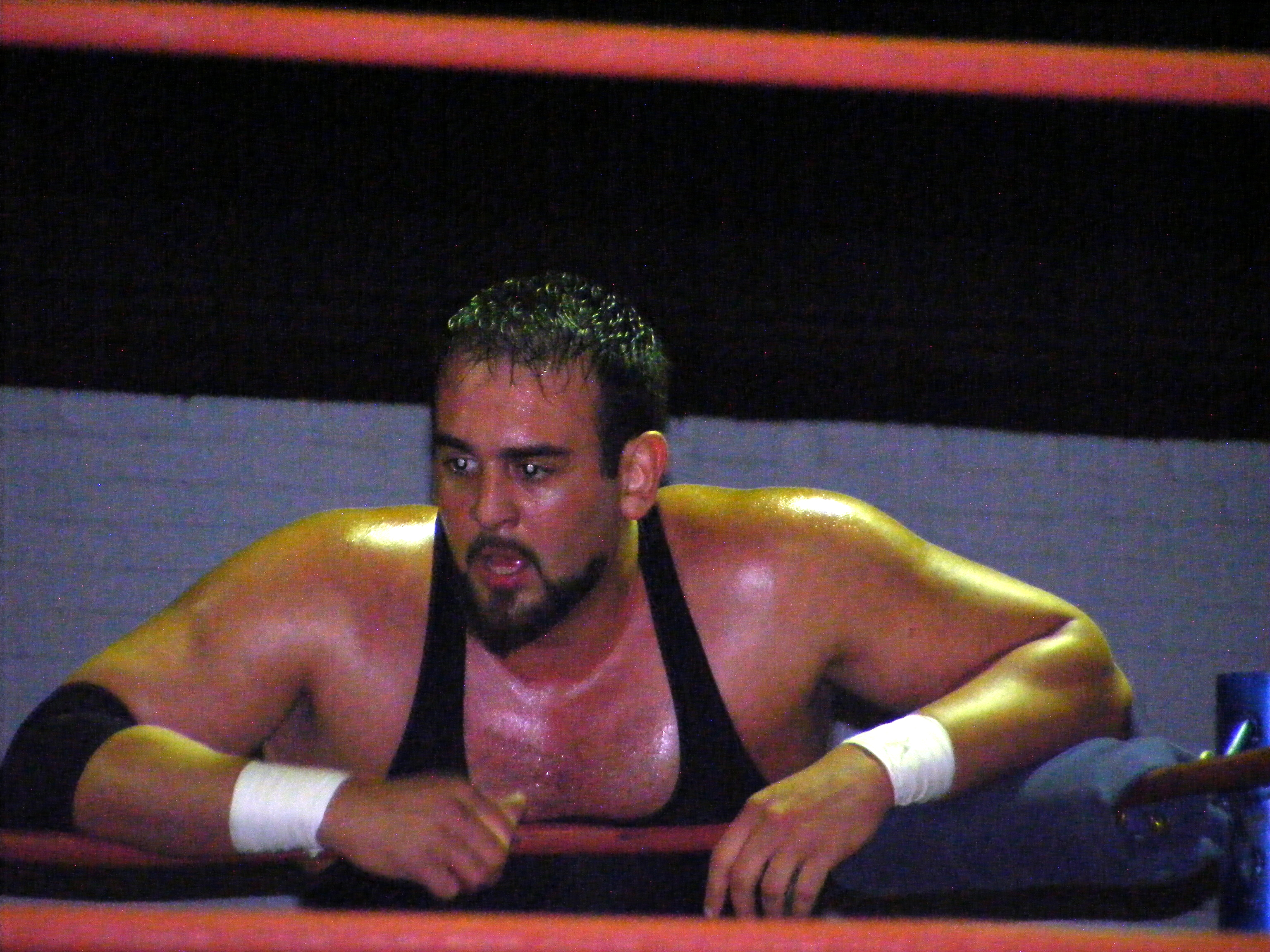
2009년 3월

미키 키건(Mickey Keegan, 1986년 2월 15일 ~, Max Pelham)은 NECW 링네임 시절은 맥스 팰헴(Max Pelham)이다. 미국의 프로레슬링선수다. 현재는 미키 키건(Mickey Keegan)으로 활동을 하고 있으며 WWE NXT에서 활동을 하고 있다. 키는 192cm 몸무게는 107kg이다.